# Batalla de Bomboná
La batalla de Bomboná o Cariaco (7 de abril de 1822) fue un enfrentamiento militar librado en el contexto de las Campañas del Sur, donde se enfrentaron las fuerzas de la Gran Colombia, lideradas por el Libertador Simón Bolívar, y del Imperio español, con victoria de las primeras.

## Antecedentes

### Plan y organización
El 9 de octubre de 1821, el Libertador y presidente de la Gran Colombia, Simón Bolívar, salió de Villa del Rosario dejando el poder ejecutivo en manos de su vicepresidente, Francisco de Paula Santander, mientras viajaba por Pamplona y Tunja hacia Santafé de Bogotá. Durante el trayecto estudia los recursos de las provincias neogranadinas y ordena a los gobernadores poner atención a los regimientos de La Guardia que vienen de Santa Marta. A finales de mes, estando en Bogotá, empieza a organizar las fuerzas con las que planea una campaña definitiva contra Popayán. El 15 de diciembre, sale de la ciudad hacia el sur. Llegó a Santiago de Cali el 5 de enero de 1822, pasando revista a la división del general Pedro León Torres en la vecina hacienda de Caloto, dándose cuenta de que no era operativa por tener más de 600 enfermos en los hospitales. Su plan era enviar 900 soldados de los batallones Bogotá y Neiva en el bergantín Sacramento y la fragata Grant. Al día siguiente, debían salir otros 300 en el bergantín Ana y esperando para después otros 1.000 reclutas del Cauca y La Guardia. La idea era embarcarse en Buenaventura para viajar a Guayaquil y desde ahí atacar Quito, evitando las enfermedades, guerrillas y deserciones que se producirían si marchaba por Patía, Juanambú y Guáitara. Además, de ese modo aseguraría la soberanía grancolombiana de Guayaquil. En tanto, con 230 soldados, el teniente coronel Joaquín París había ocupado una Popayán, encontrándose una ciudad casi desierta, e inicio conversaciones por una tregua de un mes con el jefe realista en la zona, teniente coronel José María Obando. Dicho oficial fue reprendido por el capitán general neogranadino, Juan de la Cruz Mourgeon y Achet, por haber viajado a Cali y aceptar regalos de Bolívar, y como el coronel Basilio Modesto García no se fiaba del oficial realista, le escribió al capitán general para que no se presentara en Pasto. Ofendido por tal desconfianza, Obando convenció a dos oficiales y unos pocos soldados de entregarse a Bolívar en Popayán, el 7 de febrero.
En Buenaventura, los dos batallones esperaban embarcarse cuando llegaron cartas del general de brigada Antonio José de Sucre avisando que el capitán general neogranadino había salido de la costa de Chocó con la corbeta Alejandro y cuatro buques menores para bloquear la costa. Los patriotas contaban únicamente con el mal armado Ana, así que la ruta marítima se hizo muy riesgosa; sólo se enviaron en el Ana y la Grant 340 reclutas caucanos y órdenes a Sucre de atacar Cuenca para distraer a los monárquicos, que se concentrarían en defender Quito y desprotegerían Pasto.
Bolívar ordenó a que esos cuerpos y La Guardia marcharan por Neiva y Guanacas en dirección a San Juan de Pasto. El 26 de enero, se trasladó a Popayán, pero aún no llegaban los refuerzos de La Guardia y el presidente calculaba que demorarían otro mes, pero el clima podía desgastar completamente a su división en ese lapso. Además, en la villa no había ganados para alimentar a los hombres, así que empezaron a enviar avanzadillas a Patía por Timbío, específicamente la brigada del general Torres. El 15 de febrero, llega a Popayán el general Juan Manuel Valdez con refuerzos; el 3 de marzo otro contingente llega. Gracias a esto, el presidente y su jefe de Estado Mayor, brigadier Bartolomé Salom, les siguieron a Patía el 8 de marzo por la misma ruta. En el viaje, los locales les vendieron alimentos y los guerrilleros se ocultaron en los montes, a la espera de atacar la retaguardia y a los rezagados o cortar las comunicaciones.

### Marcha
El coronel García, jefe de la 2ª división española, ordenó quemar las cosechas, ocultar los ganados y ejecutar a todo aquel que no deseara evacuar los pueblos por donde pasaban los independentistas. Desde diciembre había fortificado las posiciones del Juanambú, animado la voluntad de resistencia de los locales con la ayuda del obispo de Popayán, Salvador Jiménez de Enciso Cobos y Padilla, reclutando milicias pastusas, recibió ayuda del capitán general desde Quito y desplegó un sistema de inteligencia por el cual sabía la calidad de las tropas republicanas y su ruta.
Los grancolombianos marcharon en tres columnas hasta reunirse en La Alpujarra, a tres días del Juanambú. El 20 de marzo estaban en Miraflores y el día 23 en el río Mayo. Como no encontraron enemigos, siguieron a Venta, abandonando el camino de Berruecos para tomar el de Taminango y descender al Juanambú cerca del paso de Guambucayo. Otras fuentes afirman que cruzaron el río Mayo por el paso Zapatero el día 21 sin ser molestados por guerrillas y recibiendo víveres de los locales. El 11 de marzo construyeron un hospital en Tambo (a cargo del teniente Torres), el 14 en Las Yeguas (teniente coronel Serrada), el 16 en Miraflores (teniente coronel Cruz Paredes), el 19 en Mercaderes (coronel Francisco Luque) y el 25 en Taminango (mayor Conde). Durante la marcha, habían perdido por fiebres 1.000 hombres, que debían dejar en esos hospitales con guardias para protegerlos, reduciendo la expedición a 2.000 soldados.
Acorde a Restrepo, el 24 de marzo, los republicanos llegaron al Juanambú, que vadearon aquella tarde. López señala que el cruce fue el 29, produciéndose un combate previo con un destacamento realista que defendía el paso. En cambio, Cevallos afirma que llegaron el 24 y esperaron un par de días antes de cruzar. Por último, Rivas Vicuña dice que el 22 llegaron a Alpujarra y luego al Juanambú, explorando los pasos de Tablón de Gómez y Guambayaco pero los encontraron vigilados. Al atardecer del 24 la vanguardia habría llegado a Burrero, venciendo a la guarnición realista y al día siguiente todo el resto de la tropa cruza a Taminango.
Llegaron a la hacienda Peñol, donde descubrieron un paso cerca del pueblo Burreros, en la confluencia del Juanambú con el Guáitara. El presidente decidió abandonar el camino por Boquerón hacia San Juan y seguir la cuenca del Guambuyaco, tratando de atravesar el Guáitara por otra ruta y llegar a la región de Los Pastos y atacar Quito antes de pasar por San Juan. En tanto, el coronel García salió a Chaguargamba para enfrentarlo, prometiendo al capitán general: «que destruiría con pérdida insignificante de su parte todas las tropas insurgentes, y le entregaría vencido y humillado al que se titulaba Libertador de Colombia». Los independentistas descansaron dos días a orillas del Juanambú, dejaron ahí un hospital y al bagaje guarnecidos por 200 soldados a cargo del teniente coronel José María Obando, luego siguieron al sur. El 28 de marzo, con Bolívar en la hacienda Molinoyaco se le había ordenado al coronel unírsele en ese punto.

## Fuerzas enfrentadas

### Realistas
Acorde a su secretario general, coronel José Gabriel Pérez, en una carta al Secretario de Guerra, fechada en Cali, 7 de enero de 1822, el Libertador creía que las fuerzas realistas en Quito, Pasto y Patía eran superiores en número a las propias, estimándolas en 4.000. Sin embargo, parece una exageración, pues al momento de rendirse solamente se entregaron poco más de 2.000 hombres.
Para el día de la batalla, el historiador español Francisco Antonio Encina los rebaja a 1.200. El historiador colombiano Nicolás González Chávez creía que eran 2.300, su colega ecuatoriano Pedro Fermín Cevallos y el político venezolano Felipe Larrazábal los estima en 2.000. José Manuel Restrepo creía que la 2ª división que mandaba García sumaba unos 2.000 hombres, y acorde a los informes del propio comandante español, sus hombres no pasaban de los 2.000. Sin embargo, estaban presentes el 1º batallón del regimiento Aragón, un batallón del regimiento Cataluña y las milicias del batallón Pasto. La primera unidad aportaba 600 veteranos y la segunda 400 plazas de similar calidad, en cambio, los locales aportaban 800 pastusos, estos últimos de excelente calidad como cazadores, pues se movían en su territorio. El diplomático español Mariano Torrente afirma que: «los realistas, de los que tan sólo había 450 hombres disponibles de los batallones de Aragón y Cataluña mezclados con algunas compañías de Pasto». El chileno Francisco Rivas Vicuña estima 2.250 soldados organizados en las tres unidades ya mencionadas. El colombiano Alberto Pinzón Sánchez cree que eran 2.500 efectivos. El venezolano Vicente Lecuna habla de «2.200 partidarios resueltos a morir antes de ceder el terreno». El español Salvador de Madariaga afirmaba: «Obando dijo que los españoles contaban lo menos con tres mil infantes bien armados y 1.000 jinetes. Bolívar lo cuenta, y o él u Obando exageran de un modo extravagante. Hasta el informe oficial de la batalla de Bomboná, escrito desde luego para presentarla del modo más favorable a Bolívar, no da a García más 2.000 hombres; y otros cálculos más fehacientes estiman la fuerza realista en 1.200».
El historiador y militar colombiano José Roberto Ibáñez Sánchez señala un informe sobre el estado de la 2ª división del 24 de abril de 1822. El Aragón contaba con 260 soldados (3 compañías), Cataluña con 167 soldados (2 compañías) y Pasto con 600 milicianos. A estos se sumaban parte del batallón Cazadores de Cádiz con 200 soldados (2 compañías), el escuadrón Invencible con 200 jinetes y 150 milicianos de Túquerres. Considerando que García debió dejar guarniciones en el Juanambú, Genoy y San Juan y asumiendo como correctas sus estimaciones de las bajas propias en la batalla, Ibáñez Sánchez cree que el coronel no debió contar con mucho más de 1.000 hombres ese día en Cariaco.

### Patriotas
A finales de octubre de 1821, el presidente grancolombiano había empezado a organizar las fuerzas con las que deseaba avanzar sobre Popayán. Para ello exigió una leva de 800 hombres en Antioquia y otro tanto entre las de Socorro y Tunja, y 300 a cada una de las provincias de Neiva, Mariquita y Cundinamarca. De este modo, reclutó una fuerza de 4.720 combatientes distribuidos en los batallones de infantería Rifles (a cargo del coronel Arturo Sanders), Vencedor en Boyacá (teniente coronel José Ignacio Pulido), Bogotá (Tcnl. Joaquín París) y Neiva (Tcnl. Pedro Antonio García), cada uno de 1.000 plazas, y los escuadrones de caballería Lanceros (Tcnl. Cruz Paredes), Húsares (Tcnl. Laurencio Silva), Cazadores montados (Tcnl. Juan José Flores) y 1º, 2º y 3º de Guías (Tcnl. Calderón y Tcnl. José Carvajal), cada uno de 120 plazas. El 8 de febrero de 1822, el batallón Neiva fue rebautizado como Vargas.
El coronel Pérez sostiene que la expedición republicana sumaba 3.000 hombres, incluyendo 1.000 reclutas del Cauca, organizados en los batallones Rifles, Bogotá, Vargas y Vencedor y el escuadrón Guías. Sin embargo, Restrepo afirma que se redujeron de ese número a apenas 2.000 durante la marcha, principalmente por las enfermedades. Por eso, todos los historiadores posteriores no se apartan mucho de esa cifra. Larrazábal prácticamente repite los mismos números y lo mismo Torrente. Encina afirma que eran 1.800 a 1.900 soldados, Pinzón Sánchez que eran menos de 2.000, Lecuna 2.100 y González Chávez 2.700. El coronel republicano Antonio Obando afirma en su Autobiografía que 1.100 soldados entraron en combate, la estimación más baja.
Según Rivas Vicuña, el 20 de enero de 1822, el Estado Mayor pasó revista a las tropas en Popayán, específicamente los batallones Bogotá, Neiva y Antioquia, que teóricamente sumaban 29 oficiales y 2.840 tropas, pero en realidad apenas 800 estaban disponibles y más de 1.100 en hospitales de Caloto y Cali. De los 1.100 reclutas que esperaban conseguir en Cauca, apenas consiguieron 600, y de esos más de la mitad fueron enviados a Guayaquil por mar. Para prevenir más epidemias, fue enviada como avanzada la brigada del general Torres, formada por los batallones Bogotá y Vargas y el escuadrón 2° Guías, en total, 1.070 plazas. Luego, casi un mes después, llegó el general Valdez con el batallón Rifles y los escuadrones 1° Guías, Húsares y Cazadores montados, unas 1.100 plazas. Finalmente, el batallón Vencedor y el escuadrón Lanceros de la Guardia. Esto elevó el total de los refuerzos a 3.250 efectivos, pero 1.200 estaban en hospitales y el batallón recién llegado padecía un brote de viruela. Por ello, sólo 2.850 soldados estaban listos para la campaña. Las enfermedades los redujeron en la marcha a 2.200.
Ibáñez Sánchez sostiene que el ejército de campaña de Bolívar sería de unos 2.000 al momento del combate.

## Batalla

### Días previos
Restrepo afirma que el Libertador avanzó personalmente para reconocer los márgenes escarpados y aguas torrentosas del Guáitara. El río sólo tenía dos pasos para las tropas, caballos y bagajes, los puentes de Veracruz y Yacuanquer. Esto obligó a los republicanos a marchar por Tambopintado y Mambuco para llegar a Veracruz, donde encontraron que los realistas cortaron el puente de Ales y defendían la orilla meridional con una considerable guarnición. Esto los obligó a marchar por Sandoná y Consacá hacia Yaquanquer, ya fuera para tomar ese puente o atacar Pasto desde el sur. La decisión fue tomada el 1 de abril y al día siguiente, salen del campamento en Peñol, cruzan la quebrada de Molinos de Aco, cerca de Cerro Gordo. Ahí se encuentran con una formación enemiga vigilándolos desde los montes entre Chaguarbamba y Genoy, en las faldas orientales del volcán Galeras, desde donde podían atacar fácilmente la columna republicana.
Sin embargo, López Borrero señala que por el mal estado de los caminos recién el 3 de abril la vanguardia patriota, mandada por París, llega a Tambopintado. Al parecer, García pretendía forzar a los independentistas a seguir el camino de Chaguarbamba, pero el presidente prefirió reunir a sus hombres en Cerro Gordo. Al día siguiente, el resto del ejército llega a Tambopintado y se suceden escaramuzas. En una en el camino a Genoy la vanguardia dispersa a los exploradores enemigos.
El 5 de abril, la vanguardia salió de Tambopintado por el camino de Matacuchos al pueblo de Sandoná, pero se encuentra con las partidas realistas y se inicia un tiroteo. París ordenó a una compañía de cazadores cargar y así los monárquicos se retiraron. El resto de la expedición le siguió poco después, debiendo desalojar pequeñas partidas enemigas que intentaron detener a su vanguardia. En la montaña de Chaguarbamba se encontraron con 400 realistas pero rápidamente los hicieron retroceder. Un poco más tarde, se encontraron con el teniente Álvarez, un oficial de la división del general Valdez que el año anterior había sido vencida en la zona y se había ocultado en un pueblo disfrazado de sacerdote. El Libertador lo examinó y después escuchó sus informes sobre las posiciones y números del enemigo, avisándole también que planeaban atacarlo ese mismo día en Genoy, justo donde acampaba la expedición.
De inmediato, Bolívar hizo retroceder a su ejército y guiado por Álvarez marchó por el oeste del volcán para pasar por las haciendas Sandoná, Consacá y Bomboná para llegar a Yacuanquer, donde podía cortar las comunicaciones de San Juan con Quito y atacar la ciudad desde el sur. También podía intentar avanzar primero sobre Quito, donde esperaba encontrar una población más rica y partidaria de la independencia, cuya caída garantizaría la conquista de Pasto. Sin embargo, nadie le había dicho que para hacer dicha maniobra, primero debía atravesar «tres ó cuatro posiciones inexpugnables, donde 100 ó 200 hombres son suficientes para detener un ejército de 8.000». El presidente decidió acampar en Consacá en la mañana del día 6. Durante la tarde, se vio una buena posición sobre una colina cerca de una quebrada y se mandó a París con el Bogotá a ocuparla, lo que se hizo entre las 22:00 y 23:00 horas. Por último, al día siguiente se construyó un hospital de campaña en el sitio de Tamborcillo, donde se alojaron varios heridos, entre ellos el teniente coronel Obando.

### Posiciones
En la tarde del 6 de abril, llegaron a Consacá pero encontraron a los monárquicos instalados en las alturas de Cariaco, a una legua de distancia, es decir, unos 4 km. En medio de ambas fuerzas, en tierra de nadie, estaba la hacienda Bomboná. Esa misma jornada, el teniente coronel Joaquín París, con una parte del batallón Bogotá, y el coronel José de Jesús Barreto, con el escuadrón Guías, recibieron órdenes de atravesar la profunda quebrada de Consacá e inspeccionar las posiciones realistas. Sucedía que García, al enterarse de la maniobra de su rival, movilizó sus tropas a la colina de Cariaco. Bolívar, inicialmente se negó a creer que los monárquicos se hubieran movido tan cerca y tan rápido, por ello envió a París, mientras que la principal misión de Barreto era capturar ganado para alimentar a los soldados.
Barreto se acercó a la mitad de un tiro de fusil del campamento adversario, pero observó que el flanco derecho enemigo estaba apoyado en las faldas del volcán Galeras y era de difícil ascenso, el centro estaba cubierto por un espeso bosque donde los realistas cortaron los árboles principales, y el ala izquierda se apoyaba en el Guáitara. La quebrada del río Azufral, de 120 metros de largo, sirve como límite septentrional de la hacienda Bomboná. Toda la línea enemiga estaba detrás de la quebrada del Cariaco, de 3,5 km de largo, es el límite meridional de la hacienda y va desde la quebrada Leonera hasta el río. La ocultan matorrales en sus acantilados y por el lugar caen las aguas cercanas. Es transitable sólo por un puente de madera que conectaba con Yacuanquer y que viene desde la hacienda, pero donde se era blanco fácil para los realistas. Tenía un ancho de vara y media, transitable por apenas dos hombres a la vez. El camino atraviesa una planicie ligeramente inclinada ubicada al sur de la hacienda, de 2,5 o 3 km de ancho por 4 km de largo, y que llega hasta el río, el cerro y el pueblo. Es «el más bajo peldaño de la pirámide escalonada del Galeras». Estaba cubierta de cultivos con bosquecillos dispersos. Tanto la colina como la quebrada recorrían la zona de nordeste a sudeste, aunque esta última después gira al nordeste y acaba en las aguas del río. El clima en esa época del año promediaba los 20 °C y era húmedo, con lluvias frecuentes. Al otro lado, después de Yacuanquer, el camino llevaba a los cerros San Rafael, La Guaca y Chapacual. En tanto que en el sector norte, Cariaco estaba separada de los cerros Piquiurco, Jusepe y Catambuquillo por un zanjón llamado La Leonera, formando una zona de difícil escalada.
La zona meridional, donde se ubicaban el puente y los árboles talados, estaba defendida por el ala izquierda, conformada por el batallón Pasto y 2 cañones a las órdenes de Félix Liñán y el doctor Salvador Jiménez. En el centro estaba el Cataluña a cargo del jefe de Estado Mayor, teniente coronel Pantaleón del Fierro. En la derecha, donde estaba la zona relativamente más accesible de la Leonera, había tres o cuatro compañías del Aragón como primera línea. En reserva, estaban otras dos compañías del Aragón y algunas de milicianos pastusos en una trinchera cerca de la cima del cerro Catambuquillo al mando del teniente coronel Ramón Castilla. Sin embargo, Ibáñez Sánchez dice que Castilla estaba al mando de dos compañías del Cataluña y otras tantas del Pasto. Mientras que su izquierda estaba dirigida por el sargento mayor Domingo Alonso con el Aragón y las restantes del Pasto.
La posición era formidable pero debía tomarse o retroceder. Como dijo el presidente: «bien, la posición es formidable. Pero no debemos permanecer aquí, ni podemos retroceder. Tenemos que vencer, y vencerémos...». Después de la destrucción del puente de Ales o de encontrar una fuerte guarnición en el paso de Yacuanquer, seguramente Bolívar creía que el enemigo lo seguía y buscaba una meseta donde poder usar su caballería, así que debió sorprenderlo encontrárselo de frente. De este modo, el presidente no tendría la batalla campal que deseaba, sino que se vería forzado a atacar una sólida línea fortificada: «En este cuadro de guerra, el defensor tiene libertad de acción, el agresor no puede seguir sino la posible línea de menores escollos; (...)». Sabía que de perder, los pastusos podían unir sus fuerzas a los monárquicos en Quito y aplastar a Sucre. Sin embargo, Barreto observó que la posición enemiga era franqueable por la derecha, lo que llevó al presidente a planificar una maniobra envolvente por esa ala para aplastar al enemigo. Por ello, Bolívar ordenó al general Valdez trepar parte del volcán con el batallón Rifles y desde ahí atacar el flanco izquierdo enemigo. El centro y la derecha serían atacados por los batallones Bogotá y Vargas y las 1ª y 2ª compañías del Guías a cargo del general Torres. El batallón Vencedor en Boyacá y los escuadrones Húsares y Cazadores montados quedaron como reservas bajo su mando personal.

### Inicio del combate
El combate comenzó a las 14:00 del 7 de abril, con el ataque por la derecha del general Valdez y el batallón Rifles, unos 600 efectivos. Tuvieron que subir por la orilla de la quebrada, muy arriba encontró un paso difícil que se tomó mucho tiempo atravesar.  Llegaron a la parte baja de la colina y lideraron dos compañías que atacaron a tres a cuatro compañías del Aragón, que estaban atrincherados en tres baterías. Eran la 1ª compañía, al mando del teniente coronel Carlos Ramírez, y la 2ª, dirigida por el teniente coronel Tomás Wright, atacaban los reductos ubicados en el flanco. El resto de la unidad, encabezada por el coronel Arturo Sanders, se movía más lento por el terreno para atacar al centro del Aragón, forzando al enemigo a retirarse a la trinchera más arriba.
Mientras tanto, Torres había permanecido a la espera con 600 soldados de los batallones Bogotá y Vargas. Bolívar se acercó a este último y le ordenó: «Sin que almuerce la tropa, tome Ud. aquella altura, y yo vuelvo volando con las fuerzas que están en la reserva». El general Torres le entendió mal y ordenó a sus soldados comer la ración que llevaban en sus mochilas. Cuando el Libertador volvió y vio a la tropa descansando con sus compañeros combatiendo, le dijo al general: «Entregue Ud. el mando al coronel Barreto, que seguramente cumplirá mejor que Ud. las órdenes que se le den». Torres desmontó de su caballo, tomó un fusil y proclamó: «Libertador, si no soy digno de servir a mi patria como general, la serviré al menos como granadero». Esto conmovió a Bolívar, que lo abrazó y le devolvió el mando.
A las 15:30 cargaron contra el centro realista, soportando fuego de fusiles y cañones mientras atravesaban los árboles cortados y el puente hasta llegar a los pies de la colina, donde estaban los realistas parapetados disparándoles. A la media hora, con Torres y todos sus oficiales, menos seis, heridos o muertos y altísimas bajas entre la tropa, quedaron inmovilizados. El fuego monárquico es tan intenso que el general Torres es herido y deben repasar el puente para buscar resguardo. Se decide que el Bogotá ataque la izquierda enemiga por la quebrada de Cariaco bajo las órdenes del teniente coronel Joaquín París, sufriendo fuertes bajas por los fusiles y cañones enemigos que le disparaban desde tres puntos bien defendidos mientras intentaban cruzar la quebrada. Le seguía el Vargas, dirigido por el teniente coronel Pedro Antonio García, por un camino que no podían transitar más de 4 soldados a la vez, superando la quebrada con un enorme número de bajas y alcanzando unas posiciones desde donde esperaron la ayuda del Vencedores. A medida que cada comandante era herido, el mando de la columna se fue transmitiendo en el siguiente orden, uno tras otro: el general Torres, los tenientes coroneles Lucas Carvajal, Joaquín París, Ignacio Luque y Pedro Antonio García, y los sargentos mayores León Galindo y Federico Valencia. Al final, con todos los altos mandos heridos, la columna debió ser mandada por los oficiales de menor rango.
Se dice que el presidente observaba la batalla desde una gran roca a tres cuadras del zanjón y exclamó confiado: «¡Que bien entra mi gente!», pero un oficial del Estado Mayor le respondió: «Mi general, pero no sale». Los relatos son contradictorios en este punto, los independentistas dicen que esa fase de la batalla duró apenas media hora y los monárquicos que la lucha fue continua durante dos horas. Lo cierto, es que durante un momento de pausa los pastusos bajaron al lecho de la quebrada y recogieron los estandartes de los batallones Vargas y Bogotá, algunos prisioneros heridos, fusiles y municiones.

### Final del combate
Para las 17:30 horas el combate seguía igual de encarnizado, con el Bogotá reducido a 74 sobrevivientes y el Vargas a menos de 70 (este último, estaba formado por 309 soldados, 17 oficiales y 2 jefes al inicio del combate; sólo su 4ª compañía quedó intacta, pues fue dejada en Consacá). Entonces se dio un cese al fuego porque el humo impedía ubicar a los oponentes. Finalmente, media hora antes del anochecer, el presidente se dio cuenta de que la línea enemiga estaba cortada, así que ordenó a su reserva cargar diciéndoles: «¡Batallón Vencedor, Vuestro nombre solo basta para la victoria; corred y asegurad el triunfo!». El Vencedor subió en veinte minutos las posiciones enemigas, pero padeció la muerte de 80 soldados y muchos heridos. A la vez, el teniente coronel venezolano José Ignacio Pulido había sido puesto al mando del Bogotá y el Vargas, reunió a los supervivientes y ayudó en ese tercer ataque.
Entre tanto, los realistas estaban más preocupados de resistir al Rifles en la derecha pues enviaron a dos compañías del Aragón a ayudar a cargo del teniente coronel Pantaleón del Hierro. Otras fuentes dicen que en ese sector había 300 soldados del Aragón y el Cataluña, 200 pastusos y un cañón. Los soldados republicanos clavaron las bayonetas para subir por las rocas y asaltaron la trinchera que estaba cerca de la cima, muriendo el capitán Felherstenhaw de un bayonetazo al salta en la zanja, y siendo heridos los tenientes Vicente G. de Piñeres y Justo Franco y el alférez Ramón Bravo; perdieron 55 soldados entre muertos y heridos en ese sector. Para coronar la victoria, el abanderado Domingo Delgado enarboló el estandarte en la cima a las 18:15 horas. El coronel Sanders se había perdido con algunos soldados del Rifles en la subida de la cuesta, llegando después de haberse ocupado la cima por dos compañías que les precedieron. Poco después ocupaban el campamento realista.
Ahora, el batallón Rifles podía flanquear el centro enemigo, pero no se atrevieron a avanzar pues era de noche y no conocían el terreno, importándoles poco que brillara la luna. García, quien marchaba a ayudar a su flanco derecho, se dio cuenta de que la oscuridad le favorecía y aprovechó para retirarse con 70 hombres. Al percatarse, Valdez avisó al presidente, quien proclamó: «¡Viva Colombia! ¡Viva la libertad!». El resto de los realistas retrocedieron a las órdenes de Del Hierro, a las 02:00 horas del 8 de abril, abandonando el campo de batalla y la artillería en dirección a Yacuanquer aprovechando una fuerte lluvia nocturna, presintiendo que los patriotas podían cortarles la retirada en cualquier momento. Al amanecer se encontraron con su comandante en la hacienda La Guaca.
Por la oscuridad, Bolívar no se enteró de sus éxitos hasta las 00:00 horas, cuando le llegó un mensaje de Sanders.

## Consecuencias

### Bajas
Según Restrepo, las bajas patriotas fueron 174 muertos y 357 heridos, mientras que las realistas no llegaron a 250 entre muertos, heridos, capturados y dispersos. El historiador explicaba la diferencia porque los primeros lucharon a descubierto y los segundos estaban a resguardo. Su colega Encina apoya sus números y agrega que otros 600 soldados republicanos morirían en las siguientes semanas por las guerrillas y enfermedades o desertaron. En cambio, Torrente dice que los republicanos sufrieron 600 muertos, heridos y prisioneros. Cevallos afirma que los independentistas tuvieron 800 bajas y los realistas 200. Según el diario histórico del Estado Mayor General Libertador del 8 de abril, los patriotas sufrieron la muerte de 1 capitán, 8 oficiales y 107 soldados, y fueron heridos 1 general, 1 coronel, 6 tenientes coroneles, 16 oficiales y 317 soldados. El coronel Antonio Obando calcula que cayeron en el combate 900 efectivos grancolombianos, quedando apenas 160 sobrevivientes de la División de Vanguardia que había combatido en Bomboná. Se sabe que el Vargas padeció 19 jefes y 326 efectivos muertos o heridos. José María Obando menciona que los patriotas sufrieron 800 muertos y más de 1.000 heridos, mientras que los monárquicos padecieron 18 muertos y heridos, 20 prisioneros tomados por el Rifles y García pudo retirarse a la Cuchilla del Taindalá con 70 seguidores.
Inicialmente, García creyó haber causado la baja de más de mil soldados independentistas, por los montones de cadáveres que vio en el campo. Unos 350 fueron heridos leves y, por las negociaciones que vinieron luego, supo que habrían sido heridos gravemente 224, de los que varios murieron en las jornadas siguientes. También reconoce haber sufrido 20 muertos y 60 heridos propios, pero los historiadores siempre han cuestionado esa cifra.

...siete montones de cadáveres formidables que se reunieron para quemar... Otro mayor montón de un batallón que hizo fuego a la altura de un derrumbe, han sido arrojados los cadáveres a la quebrada, y también otros que murieron cerca de esta misma en distintas partes.
 Parte de García, Molinoyaco, 26 de abril de 1822.

García se instaló en la hacienda La Guaca, reclamando la victoria por las altísimas bajas causadas a sus rivales. En cambio, Bolívar se fue a la hacienda Cariaco, donde afirmó que fue el vencedor por quedar dueño del campo de batalla.
Rivas Vicuña se refiere a las altísimas bajas republicanas del siguiente modo: «desgraciadamente es la sangre el manantial de las victorias y deben derramarla quienes tienen el deber de alcanzarlas». Han criticado la dirección táctica del presidente, acusando que debió ordenar al Rifles flanquear primero y una vez logrado su cometido, cargar por el frente y la derecha contra los defensores. Sin embargo, es probable que en tal caso, el coronel monárquico habría enviado a los soldados inactivos en el centro o izquierda a ayudar en ese sector, cualquier posterior en la zona del puente quedaría condenado al fracaso, debiendo recurrirse a la caballería para intentar salvar la situación. También se ha dicho que debió esperar a la llegada de los refuerzos solicitados a Bogotá, pero esas tropas demorarían mucho en llegar y poco habrían aumentado las fuerzas republicanas. De hecho, es posible que en la batalla un número mayor de atacantes hubiera causado una congestión por la naturaleza del terreno, dificultando las operaciones. Además, según este autor, una vez llegaron estos refuerzos y con los realistas ya desgastados en el combate, toda resistencia monárquica se hizo inútil y su rendición era cuestión de tiempo.

### Recompensas y negociaciones
Para premiar el valor e inteligencia de sus oficiales, el Libertador nombró a los brigadieres Torres y Valdez como generales de división y al coronel Barreto como general de brigada. También fueron ascendidos a coroneles y premiados Sanders, París, García, Carbajal, Murguéitio y otros.

Espero que usted nos llene una bella gaceta de bellas cosas, porque al fin la libertad del sur vale más que el motivo que inspiró aquello del hijo primogénito de la gloria. Se entiende por lo que respecta a Pasto, que era lo terrible y difícil de esta campaña. No puede usted imaginarse lo que es este país y lo que eran estos hombres; todos estamos aturdidos con ellos. Creo que si hubieran tenido jefes numantinos, Pasto habría sido otra Numancia...
 Carta de Bolívar a Santander, Pasto, 8 de junio de 1822.

Según Rivas Vicuña, el coronel García sufrió un número proporcional de bajas a las del enemigo, incluyendo muchos dispersos, pero sus principales problemas eran que sus milicianos pastusos volvieron a sus casas tras la batalla y que consumió en la acción casi todas sus municiones. De hecho, en testimonios posteriores afirma que le quedaron menos de 6.000 tiros que distribuyó entre la tropa y debió enviar mensajes a Pasto solicitando fundir todo el plomo posible para hacer más balas, fabricándose 12.000, y pedir 30.000 a Quito. En consecuencias, la división realista quedó paralizada militarmente, es decir, incapaz de enfrentarse a fuerzas regulares y destruir a su enemigo, reduciéndose a una «fuerte guerrilla». Le quedaban tres opciones: retirarse a Quito a ayudar a los defensores de esa ciudad, mantenerse en su refugio a la espera de refuerzos o intentar acometer contra el Libertador. Como retirarse implicaba convertir en una completa victoria la expedición republicana y materialmente no podía atacar, optó por la segunda opción. Desde La Guaca escribió a Bolívar, exigiéndole retroceder a Popayán, pues su ejército sería destruido si intentaba cruzar el Guáitara hacia Los Pastos, y si intentaba retroceder por la montaña Yacuanquer, también sería exterminado por las guerrillas entre la selva.
El 9 de abril, el coronel republicano Juan Paz del Castillo negoció una tregua de cuatro días para que ambos bandos recogieran a sus muertos y atendieran a sus heridos. El Libertador quiso acordar un armisticio mientras esperaba los refuerzos ya pedidos a Popayán. La negociación fue encargada a Castillo, quien no llegó a acuerdo después de ocho días, pues García exigía a sus rivales volver al norte del Juanambú pero no prometía no atacarlos en la retirada y los vecinos de Pasto se negaban a dejar pasar por su ciudad a los patriotas, si lo intentaba, «hasta las mujeres saldrían a devorarlo». En ese tiempo, Bolívar acampó en Bomboná, donde había recursos abundantes para sus hombres.
Al día siguiente del combate, García devolvió las banderas de dos batallones republicanos con una carta: «Remito á V. E. las banderas de los batallones Bogotá y Vargas. Yo no quiero conservar un trofeo que empaña las glorias de dos batallones, de los cuales se puede decir que, si fué fácil destruirlos, ha sido imposible vencerlos». Aunque, debe mencionarse que el coronel realista, al relatar los hechos en La Habana afirmó haber escrito otro mensaje: «Remito con el conductor la bandera de Bogotá, que la suerte de la guerra puso en mis manos, habiendo quedado el asta en los puntos de defensa y el abanderado muerto en el campo del honor».

### Retirada
Finalmente, el 16 de abril, el presidente ordenó la retirada, dejando en el hospital de Consacá 200 a 300 heridos y enfermos, incluyendo al general Torres, porque no tenía monturas para trasladarlos. Quedaron a cargo del comandante enemigo y con un comisionado con los fondos suficientes para cuidarlos durante su convalecencia, unos 2.000 pesos. El general Torres moriría por sus heridas en Yacuanquer el 22 o 24 de agosto.

Yo quedo tranquilo y tan seguro en el territorio del mando de Vuestra Señoría, como en mi campo, pues estoy convencido de que todo valiente es humano y generoso.
 Carta de Torres a García, Cariaco, 17 de abril de 1822.

El coronel Antonio Obando quedó a cargo de defender la retirada, lo que interpretó como un intento de deshacerse de él.

La víspera de emprender la marcha en retirada el Ejército, me llamó el General Bolívar y me habló de esta manera (palabras terminantes):
 -Coronel: es necesario conservar a todo trance los Cuerpos mejores; por consiguiente, usted con su división sostendrá la retirada del Ejército.
 Fue lo mismo que decir:
 «Con tal que me salve yo y los míos, aunque usted se pierda, nada importa».

El 17 de abril, los republicanos acamparon en la hacienda Segura, cerca de San Donado, para continuar su marcha por el camino de Genoy para ser atacados por 400 guerrilleros en su vanguardia y centro y otros 300 en su retaguardia, pero lograron rechazarlos. En la tarde del 19 de abril, las montoneras nuevamente fueron rechazadas en Cerro Gordo. García los siguió hasta Tambopintado, donde formó con guerrilleros en sus flancos. El 20, atacó con su izquierda la derecha republicana pero después de una hora de lucha debió retirarse. El 21 de abril, los realistas acamparon en las laderas de los Molinos de Aco a la vista del campamento enemigo. Los días 24 y 25 hubo escaramuzas entre guerrilleros y partidas independentistas que buscaban alimentos. El 29 de abril, una columna de 1.300 soldados pasó por Veracruz y Sandoná hasta llegar a la altura del Peñol, sin que nadie se atreviera a atacarlos. Bolívar descanso por quince días en el lugar por su mala salud.
El 15 de abril, habían sido enviados como adelantados hacia Popayán: Barreto, Castillo y el Guías, en busca de los esperados refuerzos. Bolívar había esperado la llegada de estos, pero las comunicaciones estaban cortadas y no pudo enterarse de que no venían. Tampoco podía hacerse espionaje, la población era totalmente partidaria del rey. El 10 de mayo, ordenó que los soldados cargaran víveres para tres días y abandonaron el Peñol, avanzando por el valle del Patía hasta Trapiche. El 12 estaban en Taminango, el 14 cruzaron el Juanambú al norte. y el 16 en Mercaderes.
En tanto, Castillo pasaba por Popayán después de reclutar a todos los soldados posibles y traer artilleros desde Bogotá. Volvía con los batallones 2° de Bogotá (Tcnl. Vicente González) y Giradot (Tcnl. Juan Nepomuceno de Castro) y el escuadrón Lanceros (Tcnl. Cruz Paredes), llegando a Trapiche a inicios de mes. Le seguía el coronel Jacinto Lara con el batallón 3° de Bogotá (Tcnl. Valentín García) y el 3° escuadrón de Guías, quien pasa el 14 de mayo por Patía, donde deja dos compañías del Bogotá y la caballería para pacificar la zona. Los mensajeros debía contar con una fuerte guarnición para poder abrirse paso y se demoraban muchísimo, pero Salom consiguió informarle al Libertador de los esfuerzos y la proximidad de los refuerzos esa misma jornada.
Dos o cuatro días después, los expedicionarios recibieron los primeros refuerzos en Mercaderes, a cargo de los coroneles Castillo y Lara y en Trapiche se unió Barreto. Según Restrepo y Cevallos, alcanzaron la división de Bolívar pasó a 2.000 plazas, incluyendo 200 en monturas de mala calidad y había pocas bestias para mover el bagaje. En cambio, Rivas Vicuña sostiene que cada batallón estaba formado por  cinco compañías, es decir, 500 soldados cada uno, lo que significa que llegaron 1.300 refuerzos, elevando la división a 3.000 efectivos, incluyendo a muchos que estaban en hospitales, pues el clima de Patía seguía debilitando a los hombres. Pinzón Sánchez cree que el presidente tenía apenas 1.200 soldados después de la batalla y que le llegaron solamente 900 refuerzos. Lecuna afirma que eran 879 reclutas sin experiencia militar y con armas y municiones de otros calibres, quienes elevaron la hueste a 2.000 plazas nuevamente. Ibáñez Sánchez dice que llegaron primero 400 reclutas y luego 879 hombres de La Guardia, incluyendo 200 que venían desde Panamá, todos habían salido de Bogotá por orden de Santander.
García aprovechó ese tiempo para organizar guerrillas en la zona, destacando las de Jerónimo Toro en la Cuchilla del Tambo y la de Manuel María Córdoba en Taminango, aunque había más en los montes de Patía. Una de ellas, al mando de José Antonio Latorre, venció al comandante Francisco Luque en Timbío y el 22 de abril atacó por sorpresa el hospital militar de Miraflores, a cargo del teniente coronel Cruz Paredes. Se asesinaron a muchos enfermos y se tomaron 200 fusiles, 500 uniformes, correspondencia oficial del Libertador y otros artículos. Luego se les sumó Toro, pero el actuar del comandante Cruz Paredes y del capitán Tomás Cipriano de Mosquera logró ahuyentarlos.
Finalmente, el coronel monárquico decidió retirarse a San Juan, mientras que enviaba al Cataluña a Los Pastos para facilitar su subsistencia y quedar a la expectativa de marchar a Quito.

### Rendición
El 23 de mayo, Bolívar dirigió una última intimidación a García, animándolo a aceptar una capitulación honrosa y evitar castigos para el pueblo. Además, prometía venganza contra los monárquicos que violaron el Tratado de Trujillo. Para esta misión envió a Pasto con rumbo final Quito, a su secretario general, con quien esperaba reactivar las negociaciones de paz. Sin embargo, poco después de recibir la intimación, García se enteró de la derrota realista en Pichincha y viéndose rodeado, decidió capitular. Le pidió al obispo de Popayán que saliera del discurso y predicara la paz. De ese modo calmó a los pastusos y el 30 de mayo envió como comisionados para firmar la capitulación a los tenientes coroneles Pantaleón del Hierro y Miguel Retamal. El 2 de junio, en Berruecos, cerca del Juanambú, se produjo la negociación final. A cambio de entregar todo el territorio bajo su control, los realistas pidieron garantías sobre las vidas y propiedades de quienes vivían en ese territorio, sin importar qué hicieron en el pasado; que oficiales y jefes conservaran sus espadas, equipajes y propiedades; transportar al primer puerto español que se encontrará a los militares que quisieran irse, todo a coste del gobierno patriota; prometer protección a la Iglesia católica y sus ministros. También se agregó excluir a los pastusos del servicio militar y el pago de gabelas que debían hacer el resto de grancolombianos. Todo se firmó el 5 de junio.
Después de firmarse pero sin esperar su ratificación, el Libertador partió al sur con una columna de cazadores, entrando en Pasto a las 16:00 horas del 8 de junio, siendo recibido por el obispo y las autoridades civiles encabezadas por el doctor José María Grueso y el secretario del obispo, Félix de Liñan y Haro. Se nombró como gobernador al coronel Antonio Obando, quien estaba a cargo de la provincia de Pastos, ubicada entre el río Carchi, cerca de Tulcán, hasta el río Mayo. En una proclama publicada el mismo día, el Libertador afirmaba que: «Ya toda vuestra hermosa patria es libre. Las victorias de Bomboná y Pichincha han completado la obra de vuestro heroísmo. Desde las riberas del Orinoco hasta los Andes del Perú, el ejército libertador marchando en triunfo ha cubierto con sus armas protectoras toda la extensión de Colombia». El Libertador sigue la ruta por tierra por Ibarra y Otavalo y el 16 de junio entró victorioso en Quito.

### Importancia
De más de 2.000 soldados enemigos que se rindieron, sólo unos pocos eligieron volver a España. Según una estimación del mismo Bolívar, no había más de 300 soldados peninsulares entre Pasto y Quito. La campaña del Sur, entre septiembre de 1821 y el 22 de mayo de 1822, exigió la movilización de 130 oficiales y 7.314 soldados republicanos, pero sólo quedaban 4.000 al firmarse la paz.
Sobre la importancia de la campaña, el historiador colombiano Manuel Antonio López Borrero señala que: «verdadero resultado estratégico consistió en paralizar las operaciones de una gran fuerza que, auxiliando al ejército del general Aymerich, habría puesto en duro conflicto al general Sucre». Para Cevallos, los realistas de Quito al mando del mariscal Melchor de Aymerich sumaban 2.000 efectivos que estaban a la defensiva, esperando los refuerzos pastusos que jamás llegaron y con los que hubieran hecho mucho daño a Sucre, quien sólo tenía 3.000. Restrepo define la batalla como un «¡Estéril triunfo que había costado muy caro!». En cambio, Larrazábal acepta que fue una victoria cara en vidas, pero se niega a definirla como estéril. El historiador venezolano Rafael María Baralt define la batalla como: «la célebre batalla de Bomboná, gloriosa si bien cara á los patriotas por la muerte del general Pedro León Torres. Sus armas victoriosas le abrieron las puertas de Pasto». Más crítico es Ibáñez Sánchez, quien señala que el Libertador tenía tres objetivos con su campaña: destruir la 2ª división realista, tomar San Juan y continuar hasta Quito. En cambio, García buscaba retener la villa y su provincia. El presidente no consiguió sus objetivos, mientras que el coronel si. Por otra parte, es falso que Bolívar consiguió distraer a la división enemiga, pues el Cataluña fue enviado a reforzar a Aymerich a finales de mayo pero no llegó a tiempo por los rápidos movimientos de Sucre. De hecho, el historiador se pregunta si era necesaria una batalla como Bomboná para distraer a García. Lo que si reconoce es que el Libertador debió retirarse después de apoderarse de las alturas de Cariaco para ponerse a la defensiva, y que García se vio incapaz de volver a presentar batalla. Cree que era mejor retroceder a atacar las defensas de Cariaco. Esto pudo desmoralizar a las tropas republicanas, pero al estar en territorio enemigo y desconocido debía ser prudente. Un ataque que iba a costar muchas bajas sin duda alguna sólo debía realizarse en un momento y lugar escogido por el atacante, para sacarle la mayor ventaja posible a una victoria.
El coronel Antonio Obando se muestra muy crítico de Bolívar, afirmando que le dijo: «Ni un cabo de escuadra habría dado esa batalla en que sólo por capricho había sacrificado 900 granadinos». El oficial fue muy contrario de su comandante, llegando a enlistar los actos que consideraba hostiles hacia su persona por parte del Libertador. Por ejemplo, no ser ascendido cuando todos sus compañeros lo eran, ser el único oficial republicano en ser enjuiciado por sufrir una derrota, y mandos solicitados por él que se dieron a otros oficiales.
Encina señala que a partir de la capitulación, el camino terrestre entre Quito y Bogotá parecía abierto y con los últimos monárquicos aislados por José de San Martín en la sierra peruana y el altiplano, todos esperaban que pronto acabara la guerra. Torrente sentencia con las siguientes frases: «Si el reino de Quito no se hubiera perdido, tal vez tremolaría aun al presente el pendón de Castilla sobre todo el virreinato del Perú. (...) Fue Quito finalmente el paso de los vencedores de Boyacá para destruir en Ayacucho los fieros leones de Castilla». Cevallos agrega: «Las banderas de Colombia flameaban, pues, desde las bocas del Orinoco, en el Atlántico, hasta la desembocadura de Tumbes en el mar del sur, (...) Asentada la república entre las dos Américas, con dos caras, fronteriza la una a Europa i África, i la otra al Asia i Australia, (...)».